# La Chapelle-Taillefert
La Chapelle-Taillefert è un comune francese di 380 abitanti situato nel dipartimento della Creuse nella regione della Nuova Aquitania.

## Società

### Evoluzione demografica
Abitanti censiti